# Gianni Di Giovanni
Gianni Di Giovanni (Potenza, 3 luglio 1963) è un manager e giornalista italiano.
È Presidente del Consiglio d'Amministrazione di Eni China BV, Presidente del Consiglio d’amministrazione di Eni Energy China Ltd ed Executive Vice President dell'ufficio di rappresentanza di Eni a Pechino.

## Biografia
Laureato in Scienze Politiche nel 1986 all'Università La Sapienza di Roma, dopo una prima esperienza di lavoro di 6 anni nel gruppo Iri, consegue la specializzazione presso la Scuola Superiore di Giornalismo dell'Università Cattolica di Milano.
Dal 1994 è direttore delle Relazioni Esterne di Stet International e direttore Istitutional Affairs di SMH e Stet International Netherland fino alla nomina, nel 1998, a responsabile della comunicazione di TIM. 

Da novembre 2000 a dicembre 2006 è stato direttore Relazioni Esterne di Wind.
Gianni Di Giovanni è uno dei precursori dell'utilizzo dei nuovi media grazie agli anni passati in aziende internazionali che operano nel settore delle telecomunicazioni girando il mondo tra Sud America, Europa dell'Est, India e Cina nella stagione delle liberalizzazioni del mercato e delle grandi privatizzazioni del settore.
Da gennaio 2006 a luglio 2013 è in Eni come Vice Presidente Esecutivo per la Comunicazione Esterna coordinando il lavoro degli uomini della comunicazione dell'azienda sparsi in quasi tutto il mondo.
Da luglio 2012, fino alla nomina ad Amministratore Delegato, è presidente dell'agenzia di stampa AGI (Agenzia Giornalistica Italiana).
Da luglio 2013 ad ottobre 2015 è Amministratore Delegato di AGI  e Vice Presidente della categoria Agenzie Nazionali di Stampa della FIEG - Federazione Italiana Editori Giornali.
La sua presenza al vertice di AGI ha rafforzato la strategia di internazionalizzazione dell'Agenzia e stimolato lo sviluppo nel settore digitale: attualmente due punti di forza di AGI.
Da ottobre 2015 ricopre la carica di Presidente del Consiglio d'Amministrazione di Eni Petroleum Co Inc.
È Presidente del Consiglio d'Amministrazione di Eni USA R&M Co.Inc. società che produce e distribuisce prodotti lubrificanti nel Nord America.
Da novembre 2017 è membro del consiglio di amministrazione dell'Atlantic Council, un think tank americano con sede a Washington il cui scopo è "Promuovere la leadership americana e promuovere accordi internazionali basati sul ruolo centrale della comunità atlantica nell'affrontare le sfide del XXI secolo".
Nel corso del 2018 ha conseguito l’executive master in Climate Change and Energy: Policymaking for the Long Term presso Harvard University, The Kennedy School of Government.
Nel 2025 consegue un Master in Business Management presso la Guanghua School of Management della Peking University, una delle istituzioni accademiche più prestigiose della Cina e riconosciuta a livello internazionale per l’eccellenza nei programmi di formazione manageriale.
Da ottobre 2015 è Vice Presidente Esecutivo dell'ufficio di rappresentanza di Eni a Washington D.C.
Da ottobre 2020 ricopre la carica di Presidente del Consiglio d'Amministrazione di Eni China BV e quella di Executive Vice President dell'ufficio di rappresentanza di Eni a Pechino, per tutelare e promuovere gli interessi di Eni in Cina, nei confronti delle istituzioni e delle authority, valutando le tendenze dei mercati e indicando le opportunità di sviluppo.
Dal 2024 ricopre la carica di Presidente del Consiglio d'Amministrazione di Eni Energy China Ltd, responsabile delle attività downstream e di decarbonizzazione per i prodotti energetici in Cina.
Dal 2022 è membro dell’Advisory Council della EUCCC – European Chameber of Commerce of China, e dal 2023 è State representative dell’Italia all’interno dell’EUCC.
In questo contesto è stato poi eletto per gli anni 2023 e 2024 – tra i 27 rappresentanti nazionali all’interno della compagine EU in Cina – quale membro dell’EXCO dell’istituzione europea a Pechino.
È stato Direttore della rivista Oil magazine, cartaceo e digitale pubblicato in italiano e in inglese, che si pone come punto di riferimento globale per il mondo dell'energia.
È stato Direttore del periodico Professione Gestore, strumento di collegamento tra Eni e i gestori sul territorio che pubblica informazioni sulle strategie aziendali, iniziative promozionali e nuovi prodotti.
È autore di Niente di più facile, niente di più difficile - Manuale (pratico) per la comunicazione edito nel 2010 da Fausto Lupetti Editore e de La casa di vetro. Comunicare l'azienda nell'era digitale edito nel 2013  da Rizzoli Etas.
È docente presso il Master in Media Relation e Comunicazione d'Impresa dell'Alta Scuola in Media Comunicazione e Spettacolo dell'Università Cattolica del Sacro Cuore a Milano e presso il Master in Digital Journalism del Centro Lateranense Alti Studi - CLAS della Pontificia Università Lateranense in Roma.

## Opere
- Niente di più facile, niente di più difficile – Manuale (pratico) per la comunicazione. Nel 2010 Gianni Di Giovanni e Stefano Lucchini pubblicano con Fausto Lupetti Editore “Niente di più facile, niente di più difficile. Manuale (pratico) per la comunicazione”: una guida pratica sugli strumenti della comunicazione, tradizionali e legati ai nuovi media.
- La casa di vetro.  Comunicare l’azienda nell’era digitale. Nel 2013 Gianni Di Giovanni e Stefano Lucchini pubblicano con Rizzoli Etas “La casa di vetro. Comunicare l'azienda nell'era digitale”: un libro su come è cambiata la comunicazione d'impresa con l'avvento di Internet e l'uso dei social network.